# Andy Gray (Fußballspieler, 1977)
Andrew David „Andy“ Gray (* 15. November 1977 in Harrogate, North Yorkshire) ist ein ehemaliger schottischer Fußballspieler. Der in England geborene Offensivspieler ist der Sohn des ehemaligen schottischen Nationalspielers Frank Gray. Er bestritt 2003 zwei Länderspiele für die schottische Nationalmannschaft. 

## Werdegang
Gray begann 1995 seine Karriere bei Leeds United. Dort konnte der Mittelfeldspieler sich unter Trainer George Graham nicht durchsetzen und wurde 1997 an den FC Bury in die zweitklassige First Division verliehen. Nach seiner Rückkehr nach Leeds wurde er im Sommer 1998 an Nottingham Forest für eine Ablöse von 175.000 £ verkauft.
Bei Forest wurde er von Trainer Dave Bassett anfangs noch regelmäßig in der Premier League eingesetzt, verlor jedoch im Dezember seinen Platz im Kader. Nach einem Trainerwechsel wurde er im Frühjahr 1999 für zwei Monate an Preston North End und nach seiner Rückkehr Ende März an Oldham Athletic verliehen. Ab Sommer trat er wieder für den abgestiegenen Nottingham Forest gegen den Ball und kam regelmäßig zum Einsatz.
Nach dem Zusammenbruch des Pay-TV-Rechte-Halters ITV Digital 2002 kam Nottingham Forest in finanzielle Probleme und musste einige Spieler verkaufen. Gray kam beim Ligarivalen Bradford City, wo er zu den Stammkräften gehörte. In der Folge spielte er sich in den Kreis der schottischen Nationalelf und kam am 2. April 2003 bei der 0:1-Niederlage gegen die litauische Landesauswahl zu seinem Debüt im Nationaljersey. Einen Monat später bestritt er beim 1:1-Unentschieden gegen Neuseeland sein zweites und letztes Länderspiel.
Im Februar 2004 zog Gray weiter zu Sheffield United. Dort konnte der zum Stürmer umgeschulte Schotte als regelmäßiger Torschütze glänzen: Nachdem ihm beim Debüt für seinen neuen Klub, einer 1:2-Niederlage gegen den FC Reading, bereits ein Tor gelang, erzielte er im Verlaufe seiner ersten Halbserie neun Tore in 14 Spielen. Auch in der folgenden Spielzeit gehörte er zu den torgefährlichsten Spielern der zweiten Liga und erzielte 15 Ligatore. Nach dem ersten Saisonspiel in der Spielzeit 2005/06, in dem er abermals ein Tor erzielte,  verließ er den Klub und versuchte sein Glück beim Erstligaaufsteiger FC Sunderland, der 1,1 Millionen £ Ablöse zahlte. Nach einem verheißungsvollen Debüt, bei dem er auch in der Premier League traf, entwickelte er sich zum Fehleinkauf, da dies sein einziger Treffer bleiben sollte. Daher wurde er in der Rückrunde zunächst an den FC Burnley ausgeliehen, der ihn im Sommer fest verpflichtete.
In der Football League Championship fand Gary zu alter Torgefährlichkeit zurück. Bis November gelangen ihm zehn Saisontore, ehe ein Fußbruch ihn stoppte. Nach einer kurzen Durststrecke nach seiner Wiedergenesung kam er auf insgesamt 14 Saisontore. Im Januar 2008 wechselte er für eine Ablöse von ungefähr 1,5 Millionen £ zum Ligakonkurrenten Charlton Athletic, bei dem er bessere Chancen auf einen Premier-League-Aufstieg sah.